# Pachetra quadrimaculata
Pachetra quadrimaculata är en fjärilsart som beskrevs av Kujan 1918. Pachetra quadrimaculata ingår i släktet Pachetra och familjen nattflyn. Inga underarter finns listade i Catalogue of Life.